# Kompendium (Album)
Kompendium (lateinisch für ‚Ersparnis‘) ist das einzige Videoalbum des deutschen Synthie-Pop-Duos Wolfsheim.

## Entstehung und Artwork
Mit Ausnahme zweier Coverversionen wurden alle Titel eigens von den beiden Wolfsheim-Mitgliedern Peter Heppner und Markus Reinhardt verfasst, das Lied The Sparrows and the Nightingales in Zusammenarbeit mit Carlos Perón. Produziert wurden alle Titel (im Original) von José Alvarez-Brill oder Carlos Perón, teilweise in Zusammenarbeit mit Heppner und Reinhardt oder weiteren Produzenten. Die Abmischung erfolgte unter der Leitung von Jürgen Jansen. Bei der Entstehung der Filmaufnahmen waren unter anderem die Kameramänner Robert Bachmann, Stefan Mampouya und Jens Zitzmann verantwortlich. Das Album wurde unter dem Musiklabel Strange Ways Records veröffentlicht und durch Indigo vertrieben. Auf dem blau gehaltenen Cover des Videoalbums ist – neben Künstlernamen und Albumtitel – ein Wasserfall zu sehen. Das Artwork stammt von den Graphischen Werken Ottensen. Die Photos auf dem Cover, im Begleitheft und in einer auf der DVD enthaltenen Slideshow stammen von Christian Ohla, Oliver Schultz-Bernd, Andrea Seeger und Stefan Wulf.
Die Gesamtlaufzeit von Kompendium beläuft sich auf ungefähr 133 Minuten. Die TV-Norm beträgt PAL 4:3. Das Videoalbum ist in Dolby Digital 2.0. Als Altersbeschränkung wurde der Musikfilm für das Alter von sechs Jahren eingestuft.

## Veröffentlichung und Promotion
Die Erstveröffentlichung von Kompendium erfolgte am 16. April 2002 in Deutschland. Das Videoalbum besteht aus 33 Titeln und beinhaltet eine Konzertaufnahme, Musikvideos und Interviews. Die Konzertaufnahme erfolgte während des zweiten Teils der Spectators Tour, bei einem Konzert im Alten Schlachthof in Dresden am 6. März 1999. Eine Singleauskopplung aus diesem Musikfilm erfolgte nicht.

## Hintergrund
Als Grundelement des Videoalbums dient das Element Wasser (was auch am Wasserfall auf dem Coverbild zu erkennen ist). Zurückzuführen ist dies auf die „Wasserzeit“ im Jahr 1999, wo Wolfsheim mehrere Städte mit ihrer Spectators Tournee beglückten und ihre „Aqua-Show“ zelebrierten. Als Wassertropfen bewegt man sich von Konzertmitschnitt zu Konzertmitschnitt bis hin zu einem exklusiven Interview und schwimmt in einem Meer der Leidenschaft.

## Inhalt
Alle Liedtexte des Videoalbums sind in deutscher- oder englischer Sprache verfasst. Musikalisch bewegen sich die Lieder im Bereich des Dark Waves und Synthie-Pops. Der Musikfilm besteht aus 24 Liveaufnahmen, sieben Musikvideos, einem Interview und einer Audio-Slideshow. Bei dem Intro handelt es sich um ein reines Instrumentalstück. Bei Love Is Strange handelt es sich um eine Coverversion des bereits 1956 veröffentlichten Originals von Mickey & Sylvia. Bei Ruby, Don’t Take Your Love to Town handelt es sich ebenfalls um eine Coverversion. Das Original wurde 1967 vom US-Amerikaner Mel Tillis verfasst und erstmals durch Johnny Darrell interpretiert. Ein enthaltenes Interview stammt vom Zillo Festival 2001.
|    | Konzert                            |                                                 |                                                                                 |
| #  | Titel                              | Autor(en)                                       | Produzent(en) *                                                                 |
| 1  | Intro                              |                                                 |                                                                                 |
| 2  | A Look into Your Heart             | Peter Heppner, Markus Reinhardt                 | Carlos Peron                                                                    |
| 3  | Leave No Deed Undone               | Peter Heppner, Markus Reinhardt                 | José Alvarez-Brill, Peter Heppner, Markus Reinhardt                             |
| 4  | A Million Miles                    | Peter Heppner, Markus Reinhardt                 | José Alvarez-Brill, Peter Heppner, Markus Reinhardt                             |
| 5  | Now I Fall                         | Peter Heppner, Markus Reinhardt                 | José Alvarez-Brill, Peter Heppner, Gento Navaho, Carlos Peron, Markus Reinhardt |
| 6  | The Sparrows and the Nightingales  | Peter Heppner, Carlos Peron, Markus Reinhardt   | Carlos Peron                                                                    |
| 7  | A New Starsystem Has Been Explored | Peter Heppner, Markus Reinhardt                 | José Alvarez-Brill, Peter Heppner, Markus Reinhardt                             |
| 8  | This Time                          | Peter Heppner, Markus Reinhardt                 | Carlos Peron                                                                    |
| 9  | It’s Not Too Late                  | Peter Heppner, Markus Reinhardt                 | Carlos Peron                                                                    |
| 10 | Real                               | Peter Heppner, Markus Reinhardt                 | Carlos Peron                                                                    |
| 11 | Once in a Lifetime                 | Peter Heppner, Markus Reinhardt                 | José Alvarez-Brill, Peter Heppner, Markus Reinhardt                             |
| 12 | Touch                              | Peter Heppner, Markus Reinhardt                 | José Alvarez-Brill, Peter Heppner, Markus Reinhardt                             |
| 13 | Love Is Strange                    | Mickey Baker, Ethel Smyth                       | José Alvarez-Brill, Peter Heppner, Markus Reinhardt                             |
| 14 | Heroin, She Said                   | Peter Heppner, Markus Reinhardt                 | José Alvarez-Brill, Peter Heppner, Markus Reinhardt                             |
| 15 | Sleep Somehow                      | Peter Heppner, Markus Reinhardt                 | José Alvarez-Brill, Peter Heppner, Markus Reinhardt                             |
| 16 | Read the Lines                     | Peter Heppner, Markus Reinhardt                 | José Alvarez-Brill, Peter Heppner, Markus Reinhardt                             |
| 17 | It’s Hurting for the First Time    | Peter Heppner, Markus Reinhardt                 | José Alvarez-Brill, Peter Heppner, Markus Reinhardt                             |
| 18 | Künstliche Welten                  | Peter Heppner, Markus Reinhardt                 | José Alvarez-Brill, Peter Heppner, Markus Reinhardt                             |
| 19 | Annie                              | Peter Heppner, Markus Reinhardt                 | Carlos Peron                                                                    |
| 20 | Upstairs                           | Peter Heppner, Markus Reinhardt                 | José Alvarez-Brill, Peter Heppner, Markus Reinhardt                             |
| 21 | Ruby, Don’t Take Your Love to Town | Mel Tillis                                      | Carlos Peron                                                                    |
| 22 | Elias                              | Peter Heppner, Markus Reinhardt                 | José Alvarez-Brill, Peter Heppner, Markus Reinhardt                             |
| 23 | Old Man’s Valley                   | Peter Heppner, Markus Reinhardt                 | José Alvarez-Brill, Peter Heppner, Markus Reinhardt                             |
| 24 | Übers Jahr                         | Peter Heppner, Markus Reinhardt                 | José Alvarez-Brill, Peter Heppner, Markus Reinhardt                             |
|    | Musikvideos                        |                                                 |                                                                                 |
| #  | Titel                              | Regisseur(e)                                    | Produzent(en) a                                                                 |
| 1  | Künstliche Welten                  | Marc Hertel                                     | Cologne Clip Production                                                         |
| 2  | Closer Still                       | José Alvarez-Brill                              | José Alvarez-Brill                                                              |
| 3  | Now I Fall                         | Ingo Ito, Susa Lie                              | Chopstick Films                                                                 |
| 4  | The Sparrows and the Nightingales  | Carlos Perón                                    | Carlos Perón                                                                    |
| 5  | It’s Hurting for the First Time    | Detlev Buck                                     | Claus Boje, Detlev Buck                                                         |
| 6  | Once in a Lifetime                 | Iwie Candy X07                                  | EVF Video & Filmproduktion                                                      |
| 7  | A New Starsystem Has Been Explored | Oliver Schultz-Berndt                           | Kjell Peterson, Oliver Schultz-Berndt                                           |
|    | Specials                           |                                                 |                                                                                 |
| 1  | Interview                          | Patrick Bernhardt, Wecke Kahl, Matthias Schmidt | Crazy Clip Videoproduktion, Patrick Bernhardt                                   |
| 2  | Slideshow                          |                                                 |                                                                                 |

## Spectators Tour II
Die folgende Liste ist eine Übersicht der Konzerte die Wolfsheim bei ihrem zweiten Teil der Spectators Tour 1998/99 gespielt haben. Der erste Teil der Tour erfolgte im Oktober und November 1998. Dieser zweite Teil erstreckte sich vom 2. bis 10. März 1999 und führte sie durch sieben deutsche Städte. Während der Tour spielten Wolfsheim Stücke ihrer vier Studioalbum und der veröffentlichten Singles.
| Datum         | Stadt              | Veranstaltungsort           | Land        |
| ------------- | ------------------ | --------------------------- | ----------- |
| 2. März 1999  | Nürnberg           | Hirsch                      | Deutschland |
| 3. März 1999  | Köln               | Live Music Hall             | Deutschland |
| 5. März 1999  | Hildesheim         | Vier Linden                 | Deutschland |
| 6. März 1999  | Dresden            | Alten Schlachthof           | Deutschland |
| 7. März 1999  | Berlin-Alt-Treptow | Arena Berlin                | Deutschland |
| 9. März 1999  | Magdeburg          | AMO Kultur- und Kongreßhaus | Deutschland |
| 10. März 1999 | Bremen             | Modernes                    | Deutschland |

## Mitwirkende
| Musikalische Gestaltung - Mickey Baker: Komponist (Lied 13), Liedtexter (Lied 13) - Peter Heppner: Gesang, Komponist (Lieder: 2–12, 14–20, 22–24), Liedtexter (Lieder: 2–12, 14–20, 22–24) - Jürgen Jansen: Abmischung (Lieder: 1–24) - Carlos Perón: Komponist (Lied 6), Liedtexter (Lied 6) - Markus Reinhardt: Keyboard, Komponist (Lieder: 2–12, 14–20, 22–24), Liedtexter (Lieder: 2–12, 14–20, 22–24) - Ethel Smyth: Komponist (Lied 13), Liedtexter (Lied 13) - Mel Tillis: Komponist (Lied 21), Liedtexter (Lied 21) - Indigo: Vertrieb - Strange Ways Records: Musiklabel | Artwork und Visuelle Gestaltung - Robert Bachmann: Kameramann - Stefan Mampouya: Kameramann - Christian Ohla: Fotograf - Oliver Schultz-Bernd: Fotograf - Andrea Seeger: Fotograf - Stefan Wulf: Fotograf - Jens Zitzmann: Kameramann - Graphische Werke Ottensen: Artwork (Cover) - Unicorn: Lichtgestaltung |

## Rezensionen
Eher negativ hingegen fiel die Beurteilung von Movieman.de aus. Das Internetportal beschrieb Kompendium als optisch recht sauber, akustisch aber eher blass. Was musikalisch betrachtet eine wenig einfallsreiche Stilmischungen aus Pet Shop Boys, Michael Nyman und Modern Talking sei, möge ja stilistisch noch ganz unterhaltsam sein. Wenn das Handwerk aber merkliche Mankos zeigt, wie etwa den „enervierenden“ deutschen Akzent bei englischem Textvortrag und die öde Eintönigkeit des Gesamtprogramms, bei dem sich kaum ein Titel erkennbar vom nächsten absetze, mögen böse Zungen das Wort ‚amateurhaft‘ oder ‚möchtegern‘ fallen lassen. Die Gestaltung der DVD beurteilte das Portal als „liebevoll“.